# El Cardonal Fraccionamiento
El Cardonal Fraccionamiento är en ort i Mexiko.   Den ligger i kommunen San Francisco de los Romo och delstaten Aguascalientes, i den centrala delen av landet, 400 km nordväst om huvudstaden Mexico City. El Cardonal Fraccionamiento ligger 1 906 meter över havet och antalet invånare är 470.
Terrängen runt El Cardonal Fraccionamiento är en högslätt. Runt El Cardonal Fraccionamiento är det tätbefolkat, med 459 invånare per kvadratkilometer. Närmaste större samhälle är Aguascalientes, 17,3 km söder om El Cardonal Fraccionamiento. Trakten runt El Cardonal Fraccionamiento består till största delen av jordbruksmark.